# Mangerton
Mangerton är en förort i Australien.   Den ligger i kommunen City of Wollongong och delstaten New South Wales, i den sydöstra delen av landet, 190 km nordost om huvudstaden Canberra. Mangerton ligger 37 meter över havet och antalet invånare är 2 801.
Terrängen runt Mangerton är platt åt sydost, men åt nordväst är den kuperad. Havet är nära Mangerton österut. Trakten är tätbefolkad. Närmaste större samhälle är Wollongong, 2,4 km nordost om Mangerton. 